# Noche sobre las aguas

Noche sobre las aguas (1991) es una novela de Ken Follett. Bajo el marco histórico de los inicios de la Segunda Guerra Mundial con todos los ingredientes de la sociedad del momento, Ken Follett obtiene una más que notable historia por medio de la mezcla de los mismos. Guerra, nazismo, judíos, nobleza británica, mafia y evolución tecnológica y empresarial se combinan para producir el argumento. La acción se desarrolla en los nuevos aviones transatlánticos de pasajeros Boeing 314 denominados Clipper. Los personajes que viajan en el primer vuelo entre el Reino Unido y Estados Unidos tras la declaración de guerra de los primeros a Alemania, entrelazan sus historias para componer un thriller con dosis de intriga, pasión y aventura.

## Argumento
Varios personajes se ven obligados a abandonar Europa cuando se declara la guerra. La familia noble inglesa de ideología fascista Oxenford se ve obligada a huir del país por miedo a que el padre sea detenido. Diana Lovesey, una joven ama de casa inglesa huye con su amante, Mark Alder. Su marido, Mervyn la persigue con la ayuda de Nancy Lenehan, una empresaria que persigue a su hermano Peter para que no malvenda su empresa. En ese contexto, aparece la delincuencia política tratando de modificar los planes iniciales de vuelo para secuestrar a uno de los pasajeros.

## Personajes
Tom Luther: delincuente embarcado en el avión que sirve de enlace para el secuestro del mismo.
Lord Oxenford: noble inglés de ideología fascista que debe huir del país al declararse la guerra.
Margaret Oxenford: hija de Lord Oxenford. Totalmente contraria a las ideas fascistas de su padre, desea participar en la guerra en el bando aliado.
Elizabeth Oxenford: la otra hija de Lord Oxenford. En este caso, favorable a las ideas paternas, desea unirse al ejército de Hitler.
Percy Oxenford: hijo menor de Lord Oxenford. De carácter rebelde e irreverente, poco le importan las ideologías.
Eddie Deakin: mecánico de vuelo del Boeing 314.
Carol-Ann Deakin: esposa de Eddie Deakin, secuestrada en los Estados Unidos.
Harry Marks:  ladrón inglés que embauca a jóvenes pertenecientes a la nobleza.
Mark Alder: guionista americano que trabaja en Inglaterra.
Diana Lovesey: ama de casa inglesa desencantada de su aburrido matrimonio que encuentra un romance en Mark Alder.
Mervyn Lovesey: empresario y esposo de Diana Lovesay. La persigue cuando se fuga con su amante.
Peter Lenehan: presidente de la empresa productora de zapatos "Black’s Boots" en los Estados Unidos.
Nancy Lenehan: hermana de Peter y directora de la fábrica de zapatos de "Black’s Boots".
Carl Hartmann: el físico más importante de mundo.